# اوهرازنیتسه (ناحیه پریبرام)
اوهرازنیتسه (به چکی: Ohrazenice) یک منطقهٔ مسکونی در جمهوری چک است که در ناحیه پریبرام واقع شده‌است.